# Galdino Fernandes Guedes
Galdino Fernandes Guedes foi um político brasileiro.

## Carreira
Trabalhou como escriturário na Empresa de Terras Grão-Pará.